# Duarte/City of Hope (métro de Los Angeles)
Duarte/City of Hope est une station du métro de Los Angeles desservie par les rames de la ligne A et située à Duarte en Californie.

## Localisation
Station du métro de Los Angeles située en surface, Duarte/City of Hope est située sur la ligne A à l'intersection de East Duarte Road et de Highland Avenue à Duarte, une ville située au nord-est de Los Angeles.

## Histoire
Duarte/City of Hope est mise en service le 5 mars 2016, lors de la deuxième phase d'extension de la ligne L.

## Service

### Desserte
Duarte/City of Hope est desservie par les rames de la ligne L du métro.

### Intermodalité
La station dispose d'un stationnement de 125 places et est desservie par la ligne d'autobus 264 de Metro, la ligne 272 de Foothill Transit (en) et les lignes A et C de Duarte Transit.

## Architecture et œuvres d'art
La station abrite l'œuvre Spirit of the San Gabriel River des artistes Andrea Myklebust et Stanton Gray Sears, celle-ci est constituée de pavés de bronze et de colonnes de métal et de calcaire qui représentent des éléments distinctifs de la région.